# Republica Vermont
Republica Vermont (engleză Vermont Republic, Republic of Vermont sau First Vermont Republic) a fost o republică independentă a Americii de Nord care și-a datorat existența controverselor iscate de pământul donat (în engleză land grants) de guvernatorul provinciei New Hampshire, Benning Wentworth între 1749 și 1764 pentru constituirea de noi orașe și teritorii organizate.

## Istoric
Conform Tratatului de la Paris din 1763, care consfințea pacea ce a urmat Războiului francez și indian, această regiune a fost conferită Regatului Marii Britanii.  Intrată sub jurisdicție britanică, controlul regiunii a fost împărțit de două provincii ale britanicilor în America de Nord, Provincia New Hampshire și Provincia New York.
Luptătorul de guerillă Ethan Allen și ai săi „Băieții Muntelui Verde” a luptat inițial contra britanicilor și apoi contra acestor două provincii, devenite state independente conform Declarației de Independență din 1776, declarând Vermontul, sub numele de Vermont Republic, o republică independentă în 1777.  Regiunea a fost de asemenea numită pentru primele șase luni, ce au urmat declarației de independență, New Connecticut, apoi Vermont, și adesea a fost cunoscută ca Republica Munților Verzi (engleză Republic of the Green Mountains).
În ziua de 18 ianuarie 1777, reprezentativi ai New Hampshire Grants s-au întâlnit în Westminster și au declarat independența noii entități statale a Republicii Vermont. În primele sale cinci luni și șaptesprezece zile de existență, republica s-a numit New Connecticut.
Constituția Republicii Vermont a fost creată și ratificată chiar în 1777, fiind prima constituție scrisă a Americii de Nord, fiind totodată și una dintre cele mai progresiste constituții ale epocii.  Statutul de națiune independentă a durat doar paisprezece ani, până în 1791, când Vermont-ul s-a alăturat noii țări, Statele Unite ale Americii, ca al 14-lea stat al său, reprezentând, în același timp o contrapondere a unui stat ne-sclavagist al SUA față de statul Kentucky, puternic orientat spre menținerea sclavagismului.
Admiterea Vermontului ca cel de-al 14-lea stat al Uniunii a fost sprijinită de statele nordice (The North), statele mici și de cele îngrijorate privind dreptul de extindere între cele două oceane, așa numitele sea-to-sea grants, deținute de unele state ale Uniunii.  Thomas Chittenden a fost liderul Vermont-ului pentru cea mai mare parte a acestei perioade, devenind și primul său guvernator.